# Чжан Сяньчжун
Чжан Сяньчжу́н (кит. трад. 張獻忠, упр. 张献忠, пиньинь Zhāng Xiànzhōng; 18 сентября 1606 — 2 января 1647) — предводитель крестьянского восстания в Китае во время последних лет империи Мин и первых лет сменившей её империи Цин. Наряду с Ли Цзычэном, ведшим повстанческую войну в северном Китае, один из двух главных лидеров восстаний 1630—1640-х годов, приведших в конечном счете к падению минской империи.
В 1630-х годах Чжан Сяньчжун вёл повстанческую деятельность во многих провинциях Китая, от Шэньси на северо-западе до Цзянсу на востоке. В 1641 года взял два главных города тогдашней провинции Хугуан (современные Хубэй и Хунань), Учан и Чанша. В 1643 году провозгласил себя Царем Великого Запада (кит. упр. 大西王, пиньинь Dàxī Wáng, палл. Даси Ван), и на следующий год вторгся в Сычуань, сделав Чэнду своей столицей.
По свидетельству современников, был известен своей кровожадностью, уничтожая представителей правящих классов при любой возможности, и якобы даже имел склонность к людоедству.
Через пару лет после вступления маньчжуров в Китай в 1644 году, цинские войска — включавшие как маньчжуров, так и перешедших на их сторону китайцев, прибыли в Сычуань для уничтожения режима Чжан Сяньчжуна. Сам Чжан погиб в январе 1647 года, когда он лично возглавлял отряд, направившиеся из Чэнду на север, для вторжения в провинцию Шэньси. По рассказу присутствовавшего там португальского иезуита Габриеля Магеллана, у горы Фэнхуан, близ Пэнчжоу, Чжан Сяньчжуну сообщили что неподалёку находятся цинские войска. Он не поверил, и с несколькими своими всадниками поскакал проверить обстановку — и действительно завидел маньчжуров. Находившийся среди цинов китайский генерал Ли Гоин указал на него маньчжурскому лучнику — и Чжан Сяньчжун был убит одной метко пущенной стрелой.
После смерти Чжан Сяньчжуна, и последовавшего за тем уничтожения его государства Даси, три его подручных и приемных сына, Ли Динго, Сунь Кэван и Лю Вэньсю, продолжили ещё несколько лет воевать с цинами, теперь уже под флагом последнего минского императора Юнли (Чжу Юлана).